# Claudio Risé
Claudio Risé (Milano, 19 novembre 1939) è uno psicologo, giornalista e saggista italiano di formazione e orientamento psicoanalitici junghiani.
Iscritto all'Ordine degli psicologi della Lombardia e già membro del Consiglio Direttivo dello stesso, è stato fino al 2008 docente di Psicologia dell'Educazione alla Facoltà di Medicina e Chirurgia dell'Università di Milano-Bicocca, e precedentemente di Sociologia della comunicazione e dei processi culturali alla Facoltà di Scienze dell'Università dell'Insubria, e di Polemologia al Corso di Laurea in Scienze Diplomatiche della Facoltà di Scienze Politiche dell'Università di Trieste. Ha scritto numerosi saggi sul dono, sulla psicologia del maschile e sulla figura del padre, oltre a svariati libri inerenti temi di psicologia sociale ed educativa. Giornalista professionista (in passato Inviato a L'Espresso, la Repubblica, Corriere della Sera, Vice Direttore a Espansione, condirettore a Tempo Illustrato), conduce il blog Psiche lui su IO Donna, settimanale del Corriere della Sera, e collabora a quotidiani e settimanali. Dal 2006 al 2015 è stato Presidente della Fondazione Piccolo Teatro di Milano. Dal marzo 2018 è editorialista al quotidiano La Verità con la rubrica Lo sguardo selvatico .

## Biografia
Risé nasce a Milano dove vive fino al conseguimento della maturità classica nel 1958. Prima e dopo la sua formazione all'Institut Universitaire de Hautes Etudes Internationales di Ginevra fino al 1963, inizia l'attività giornalistica al settimanale L'Espresso. Negli stessi anni è secrétaire general del Centre d'études  sur l'Italie contemporaine, fondato a Losanna da Jean Meynaud, ordinario di Scienza Politica alle Università di Losanna e Ginevra. Dopo l'esperienza all'Espresso ricopre successivamente le funzioni di inviato presso il gruppo Corriere della Sera, di vicedirettore a Espansione, inviato per l'economia e finanza alla Repubblica, e condirettore di Tempo Illustrato). È giornalista professionista, iscritto all'Ordine dei giornalisti dal 1966. Per il settimanale del Corriere della sera, Io donna, segue e firma dalla fondazione del settimanale il blog Psiche lui.
Negli anni settanta, durante la professione giornalistica, compie una formazione psicoterapeutica a Milano e a Zurigo, all'interno della scuola junghiana. Ha come analisti e maestri, tra gli altri, Silvia Montefoschi, (già membro della Società Internazionale di Psicologia Analitica e co/fondatrice di entrambe le scuole italiane di formazione analitica junghiana AIPA e CIPA), Dora Kalff, allieva di Emma Jung e fondatrice del metodo della Sandplay Therapy e della International Society for Sandplay Therapy, e Dieter Bauman. Approfondisce poi in particolare lo studio della psicologia maschile che riteneva allora fortemente e ingiustamente trascurata. Fonda nel 1987, a Milano, il "Circolo di via Podgora per una revisione critica del lavoro analitico", e nel 1994 (con Vincenzo Loriga e Marina Valcarenghi) la Libera Scuola di Terapia Analitica, L.I.S.T.A. Entra fin dalla sua costituzione nell'Ordine degli psicologi  italiano pur essendo laureato in Scienze Politiche e non in Medicina né in Psicologia (così come altri, a partire da Cesare Musatti, laureato in filosofia), in base all'art 32 della legge istitutiva dell'Ordine, e viene iscritto all'Albo degli psicoterapeuti. Al centro della sua attività hanno un posto particolare le psicologie di genere e in particolare del maschile; i problemi che nascono in seguito alla mancanza della figura paterna; e i disturbi conseguenti alla rimozione, nella società industriale, della natura incontaminata (Wilderness) e della sua funzione educativa e formativa. Numerose sono le sue pubblicazioni riguardanti la figura del padre e la sua importanza sociale. A questo filone di ricerca sui problemi familiari ed educativi appartiene anche il suo testo sulla nascita e l'aborto e quello precedente sulla droga, oltre a Curare l'anima (con Paolo Ferliga), manuale di Psicologia dell'educazione, materia di cui è stato docente alla Facoltà di Medicina dell'Università Bicocca di Milano.
Claudio Risé risulta tra i firmatari della lettera appello sul caso Pinelli: la lettera, meglio nota come appello (o manifesto) contro il commissario Calabresi, è un documento pubblicato il 13 giugno 1971 dal settimanale L'Espresso, con cui numerosi politici, giornalisti e intellettuali chiedevano la destituzione di alcuni funzionari ritenuti responsabili di gravi omissioni e negligenze nell'accertamento delle responsabilità circa la morte dell'anarchico Giuseppe Pinelli, precipitato da una finestra mentre era in stato di fermo presso la questura di Milano, nell'ambito delle indagini sulla strage di piazza Fontana. Le indagini furono condotte appunto dal commissario Luigi Calabresi, ritenuto, secondo i firmatari del dell'appello contro Calabresi, responsabile di quella morte.
A questo proposito Claudio Risé precisa quanto segue: " Ricordo solo (49 anni dopo, 27.3.2020) che Camilla Cederna, carissima amica e stimata collega all'Espresso (dove all'epoca ero responsabile della sezione economica), mi chiese di essere tra i primi firmatari. Declinai subito l'offerta per due ragioni. Ritenevo la dichiarazione confusa, scritta in stile avvocatesco e involuto (ancora oggi, leggendola su Wikipedia, non mi è chiaro cosa volesse dire). Inoltre il riferimento a Calabresi mi parve - come le dissi - improprio perché la responsabilità del Commissario era formale, in quanto ufficiale di più alto rango presente nella questura milanese, ma era al limite del ridicolo lasciar pensare che avesse una responsabilità diretta nell'accaduto. Fu un grido fuori luogo, che ponendo sotto i riflettori il Calabresi contribuì ancora di più all'oscurità su chi ci fosse e a che titolo, e cosa realmente fosse accaduto quella notte nella Questura di Milano. Quando invece anche in quell'occasione, come in tutte le precedenti e successive  tappe della ormai certa  e documentata "strategia della tensione" (compresa poi l'uccisione dello stesso Luigi Calabresi, divenuto ormai scomodo testimone), i corpi deviati dello Stato e i loro associati dai vari colori manipolarono e condizionarono - dall'attentato di piazza Fontana in poi - la fragile democrazia italiana. Mi disinteressai completamente della sgradevole vicenda, nel frattempo diventata palcoscenico di molteplici vanità, e non seppi della successiva comparsa del mio nome sull'appello, di cui appresi solo nel 2007, dopo che Mario Calabresi pubblicò nel suo libro autobiografico la lista completa, con il mio nome, e un amico me lo comunicò. Deliberatamente non feci comunicati di smentita, né mi scusai con nessuno: era una mia questione personale, di nessun rilievo pubblico. Non desideravo inoltre che apparisse una smentita nei confronti di Camilla (morta nel 1997), persona molto al di sopra di questa triste vicenda, nella quale si trovò soprattutto per la sua umana partecipazione al dolore della povera e dignitosa famiglia Pinelli. Personalmente ho la convinzione profonda che Giuseppe Pinelli e Luigi Calabresi siano state due vittime innocenti della persistente attività di appendici politiche dello Stato per manipolare e condizionare la democrazia italiana. Poiché però non ne ho nessuna prova precisa, e neppure passione per i complotti e le piste segrete, non intendo aggiungere nient'altro, né passare il tempo a smentire. Neanche mi coinvolgono i diversi e spesso strumentali deliri politici che hanno accompagnato questo sgradevolissima vicenda. Ho detto qui, perché questa è la mia scheda biografica di Wikipedia; ma non ci tornerò sopra.  Ognuno ne pensi ciò che vuole."
Attivo e noto a livello internazionale, già ricercatore presso la Fondazione Eranos di Ascona (CH), è membro didatta dell'American Sandplay Association e collaboratore del Journal of Sandplay Therapy di San Francisco. Diversi suoi saggi sono stati tradotti in spagnolo, francese, portoghese, tedesco e polacco.
La sua ricerca individua nel disturbo narcisistico di personalità il disagio più diffuso oggi nella società occidentale, generatore di molti altri e dererminante nello sviluppo delle forme depressive. Ne vede l'origine nei cambiamenti antropologici conseguenti al processo di secolarizzazione e alla svalutazione e progressiva distruzione della natura, con i problemi prodotti da queste tendenze nel campo delle identità, della famiglia, e della sessualità, della capacità di produrre veri desideri e provare piaceri, e di sviluppare relazioni autentiche e felici tra esseri umani e col mondo naturale e spirituale.
Risé vede inoltre nel mondo naturale ("selvatico") l'ambiente necessario a nutrire esperienza del dono, indispensabile per realizzare la pienezza personale e relazionale dell'essere umano. Questo aspetto è approfondito in "Maschio Selvatico 2", edizione completamente rinnovata de "Il maschio selvatico. Ritrovare l'istinto rimosso dalle buone maniere", che ebbe oltre quindici edizioni e fu cult book del movimento degli uomini in Italia negli anni 90. L'aspetto femminile del rapporto col mondo selvatico e il dono è illustrato nella ricerca di antropologia culturale "Donne selvatiche. Forza e mistero del femminile", scritto con la moglie Moidi Paregger, medico, specializzato in omeopatia e medicina antroposofica. L'impegno di Risé a favore della natura incontaminata gli ha valso la qualifica di Socio onorario e Membro del Comitato d’Onore dell'Associazione Italiana per la Wilderness, oltre che di membro della International Wilderness Leadership (WILD) Foundation (oggi The WILD Foundation), uno dei cui fondatori, il sudafricano Ian Player, è stato tra i maestri di Risé. Fra i suoi libri più conosciuti e apprezzati quelli sulla paternità: Il padre. L'assente inaccettabile, tradotto in cinque lingue diverse, e Il mestiere del padre, in due. Dibattiti e numerose edizioni suscita inoltre la ricerca di Claudio Risé sul tema del dono. Da La crisi del dono, uscito nel 2009, sulla delicata questione dell'aborto (tradotto in polacco e spagnolo), a Felicità è donarsi. Contro la cultura del narcisismo a Il Padre. Libertà. Dono (con prefazione del filosofo Pietro Barcellona) vincitore del premio Capri - San Michele per la psicologia nel 2014.
Al carattere psicopatologico manifestato con evidenza dai processi sopra descritti, in atto nella società occidentale della tarda modernità e fortemente contestati da altre culture presenti nel mondo di oggi, è dedicato il testo del 2016: Sazi da morire. Malattie dell'abbondanza e necessità della fatica.
Dal 2000  Risé vive e lavora, oltre che a Milano, sull'altopiano del Renon, sopra Bolzano, dove Sigmund Freud scrisse alcuni tra i suoi "casi clinici" più importanti, ma dove soprattutto installò la propria casa familiare l'antropologo Bronisław Malinowski, fondatore dall'etnologia funzionalistica, che come Claudio Risé considera organismi viventi le società umane.
Nel 2014 ha partecipato insieme a Maria Paregger con una testimonianza personale all'Archivio Vivo del progetto "Lunàdigas" ovvero delle donne senza figli di Nicoletta Nesler e Marilisa Piga.

## Opere

### Saggistica
- con Jean Meynaud, Gruppi di pressione in Italia e in Francia. Edizioni Scientifiche Italiane, 1963
- Rapporto sul comportamento sessuale dei giovani in Italia. Sugar Editore, 1966
- Parsifal. L'iniziazione maschile all'amore, Red Edizioni, 2002  [1988], ISBN 88-7031-622-X.
- Il maschio selvatico, Red Edizioni, 2002  [1993], ISBN 88-7031-947-4.
- Diventa te stesso, Como, Red Edizioni, 2003  [1995], ISBN 88-7447-096-7.
- Maschio amante felice, Sperling & Kupfer, 2005  [1995], ISBN 88-8274-792-1.
- Psicanalisi della guerra, Red Edizioni, 1997, ISBN 88-7031-789-7.
- Da uomo a uomo, Sperling & Kupfer, 1998, ISBN 88-200-2674-0.
- con Claudio Bonvecchio e G. Martignoni, La questione maschile, Società Editrice Barbarossa, 1999.
- con Claudio Bonvecchio, L'Ombra del potere, Red Edizioni, 2002  [1999].
- Essere uomini. La virilità in un mondo femminilizzato, Red Edizioni, 2002  [2000], ISBN 88-7031-628-9.
- con Moidi Paregger, Donne selvatiche, Sperling & Kupfer, 2006  [2002], ISBN 88-8274-999-1.
- Il padre. L'assente inaccettabile, 7ª edizione, San Paolo, 2009  [2003], ISBN 88-215-4843-0.
- Felicità è donarsi, Sperling & Kupfer, 2004, ISBN 88-8274-698-4.
- Il mestiere di padre, San Paolo, 2009  [2004], ISBN 88-215-5207-1.
- Don Giovanni, l'ingannatore, Sperling & Kupfer, 2006, ISBN 88-6061-437-6.
- Il selvatico, il padre, il dono, Lampi di Stampa - Libuk, 2006, ISBN 88-488-0463-2.
- Cannabis. Come perdere la testa e a volte la vita, San Paolo, 2007, ISBN 88-215-5924-6.
- La crisi del dono, San Paolo, 2009, ISBN 88-215-6400-2.
- Guarda Tocca Vivi, Sperling & Kupfer, 2011, ISBN 978-88-200-5058-0.
- Il padre: libertà dono, Edizioni Ares, 2013, ISBN 978-88-8155-579-6.
- Felicità è donarsi. Contro la cultura del narcisismo.San Paolo, 2014
- Guarda Tocca Vivi. Riscoprire i sensi per essere felici. San Paolo e book, 2014
- Il maschio selvatico2. San Paolo 2015. ISBN 978-88-215-9435-9
- con Moidi Paregger, Donne selvatiche. Forza e mistero del femminile. San Paolo e book, 2015.
- con Paolo Ferliga, Curare l'anima. Psicologia dell'educazione. Editrice La Scuola, 2015, ISBN 978-88-350-4035-4
- con Moidi Paregger, Donne selvatiche. Forza e mistero del femminile. San Paolo, 2015, ISBN 978-88-215-9612-4
- Il Maschio Selvatico. L'archetipo, il mondo selvatico e l'ambiente del dono. In: La questione maschile. A cura di Saveria Chemotti (Atti del convegno: Archetipi, transizioni, Metamorfosi. Università degli Studi di Padova, 24-27 marzo 2015). Il Poligrafo Editore, Padova, 2015. ISBN 978-88-7115-910-2
- Sazi da morire. Malattie dell'abbondanza e necessità della fatica. San Paolo, 2016, ISBN 978-88-215-9761-9
- Parsifal. L'iniziazione maschile all'amore. Editrice La Scuola, 2016, ISBN 978-88-350-4348-5
- con Francesco Borgonovo, Vita selvatica. Manuale di sopravvivenza alla modernità. Lindau, 2017, ISBN 978-88-6708-669-6
- La scoperta di sé. I sentieri dell'individuazione. San Paolo, 2018, ISBN 978-88-922-1470-5
- Lo slancio verso l'alto. Piccolo manuale per puntare al cielo. a cura di Laura Girelli. San Paolo, 2019, ISBN 978-88-922-1821-5
- Il ritorno del padre. San Paolo, 2022, ISBN 978-88-922-2889-4

### Introduzioni, prefazioni, postfazioni, curatele
- Joseph Campbell, Miti per vivere sulla terra e sulla luna, in guerra, in pace, in amore, a cura di C.R. Mondadori, 1996.
- Theodore J. Kazinski, Il Manifesto di Unabomber, prefazione di C.R. Barbarossa, 1997.
- Julius Evola, Rivolta contro il mondo moderno, prefazione di C.R. Edizioni Mediterranee, 1998.
- Walter Flex, Il viandante fra i due mondi, introduzione di C.R. Herrenhaus, 1998.
- Emilio Del Bel Belluz, Il prussiano, prefazione di C.R. Herrenhaus, 1999
- Massimo Fini, Di(zion)ario erotico: manuale contro la donna a favore della femmina, postfazione di C.R, Marsilio, 2000.
- Paolo Ferliga, Il segno del padre nel destino dei figli e della comunità, prefazione di C.R. Moretti & Vitali, 2005.
- Giorgio Zannoni, Sposarsi è ragionevole, prefazione di C.R. Marietti, 2007.
- Tommaso Scandroglio, Questioni di vita & di morte: 10 interviste, prefazione di C.R. Edizioni Ares, 2009.
- Roberto Marchesini, Quello che gli uomini non dicono: la crisi della virilità; prefazione di C.R., Sugarco, 2011
- Luciano Marchino, Monique Mizrahil, ll corpo non mente, prefazione di C.R. Sperling & Kupfer, 2014.
- Guido Cavalli, Nel castagneto, prefazione di C.R. Diabasis, 2015
- Antonio Gentili, 8 digiuni per vivere meglio... e salvare il pianeta, prefazione di C.R. Àncora, 2015
- Fratel Michael Davide, Il Padre ritrovato: Padre Nostro tra cielo e terra, prefazione di C.R. San Paolo, 2017.
- Ignazia Satta, Madre? Specie a rischio: le donne, il femminile, la Chiesa, prefazione di C.R. San Paolo, 2017.